# Danilo Pereira da Silva
Danilo Pereira da Silva (San Paolo, 7 aprile 1999) è un calciatore brasiliano, attaccante dei Rangers.

## Caratteristiche tecniche
Giocatore rapido, tecnico e con un buon fiuto per il gol, gioca principalmente come centravanti ma può svariare su tutto il fronte offensivo.

## Carriera
Ha giocato nelle giovanili di diverse squadre brasiliane prima di firmare, il 7 settembre 2017, un contratto quinquiennale per l'Ajax. Dopo un anno di giovanili, viene promosso seconda squadra dove raccoglie 42 presenze e 24 reti. Il 23 febbraio 2020 debutta con i Lancieri nella sconfitta per 1-0 contro l'Heracles Almelo in campionato. Il 27 febbraio debutta anche in UEFA Europa League segnando anche una rete contro il Getafe nel ritorno dei sedicesimi di finale.
Il 14 agosto 2020 viene ceduto in prestito annuale al Twente dove con 17 gol segnati in campionato diventa il quarto giocatore brasiliano più prolifico nei Paesi Bassi dietro a Romário, Ronaldo e Afonso Alves. Tornato ad Amsterdam, va a segno per la prima volta nella stagione 2021/2022 il 18 settembre contro il Cambuur (9-0). Il 20 gennaio 2022 segna 4 gol contro il Maasluis in Coppa d'Olanda.
Il 19 maggio 2022 si trasferisce al Feyenoord.
Il 28 luglio 2023 viene acquistato dai Rangers.

## Statistiche

### Presenze e reti nei club
Statistiche aggiornate al 16 agosto 2025.
| Stagione         | Squadra          | Campionato       | Campionato | Campionato | Coppe nazionali | Coppe nazionali | Coppe nazionali | Coppe continentali | Coppe continentali | Coppe continentali | Altre coppe | Altre coppe | Altre coppe | Totale | Totale | Totale |
| Stagione         | Squadra          | Comp             | Pres       | Reti       | Comp            | Pres            | Reti            | Comp               | Pres               | Reti               | Comp        | Pres        | Reti        | Pres   | Reti   |        |
| ---------------- | ---------------- | ---------------- | ---------- | ---------- | --------------- | --------------- | --------------- | ------------------ | ------------------ | ------------------ | ----------- | ----------- | ----------- | ------ | ------ | ------ |
| 2018-2019        | Jong Ajax        | ED               | 34         | 19         | -               | -               | -               | -                  | -                  | -                  | -           | -           | -           | 34     | 19     |        |
| 2019-2020        | Jong Ajax        | ED               | 8          | 5          | -               | -               | -               | -                  | -                  | -                  | -           | -           | -           | 8      | 5      |        |
| Totale Jong Ajax | Totale Jong Ajax | Totale Jong Ajax | 42         | 24         |                 | 0               | 0               |                    | -                  | -                  |             | -           | -           | 42     | 24     |        |
| gen.-giu. 2020   | Ajax             | E                | 1          | 0          | CO              | 1               | 0               | UEL                | 1                  | 1                  | -           | -           | -           | 3      | 1      |        |
| 2020-2021        | Twente           | E                | 33         | 17         | CO              | 1               | 0               | -                  | -                  | -                  | -           | -           | -           | 34     | 17     |        |
| 2021-2022        | Ajax             | E                | 13         | 2          | CO              | 3               | 6               | UCL                | 0                  | 0                  | SO          | 1           | 0           | 17     | 8      |        |
| Totale Ajax      | Totale Ajax      | Totale Ajax      | 14         | 2          |                 | 4               | 0               |                    | 1                  | 1                  |             | 1           | 0           | 20     | 9      |        |
| 2022-2023        | Feyenoord        | E                | 34         | 10         | CO              | 4               | 2               | UEL                | 10                 | 2                  | -           | -           | -           | 48     | 14     |        |
| 2023-2024        | Rangers          | SP               | 12         | 4          | CS+CdL          | 0+2             | 0+1             | UCL+UEL            | 4+3                | 0+1                | -           | -           | -           | 21     | 6      |        |
| 2024-2025        | Rangers          | SP               | 23         | 5          | CS+CdL          | 0+3             | 0+1             | UCL+UEL            | 0+1                | 0                  | -           | -           | -           | 27     | 6      |        |
| 2025-2026        | Rangers          | SP               | 2          | 0          | CS+CdL          | 0+1             | 0               | UCL                | 4                  | 0                  | -           | -           | -           | 7      | 0      |        |
| Totale Rangers   | Totale Rangers   | Totale Rangers   | 37         | 9          |                 | 6               | 2               |                    | 12                 | 1                  |             |             |             | 55     | 12     |        |
| Totale carriera  | Totale carriera  | Totale carriera  | 160        | 62         |                 | 15              | 10              |                    | 23                 | 4                  |             | 1           | 0           | 199    | 76     |        |

## Palmarès

### Club

#### Competizioni nazionali
- Campionato olandese: 2

Ajax: 2021-2022
Feyenoord: 2022-2023
- Coppa di Lega scozzese: 1

Rangers: 2023-2024